# Yazçiçeği, Çınar
Yazçiçeği là một xã thuộc huyện Çınar, tỉnh Diyarbakır, Thổ Nhĩ Kỳ. Dân số thời điểm năm 2008 là 557 người.